# 김기범 (음악가)
김기범(영어: Gideon Gee-Bum Kim, 1964년 9월 12일~)은 캐나다의 클래식 음악 작곡가이자, 지휘자, 음악 교육인이며, 토론토 메시앙 앙상블(Toronto Messiaen Ensemble)의 창립자이다. 그의 음악은 기독교 신앙을 바탕으로 하며 한국의 음악과 새로운 작곡 기법을 생생히 보여준다고 평가받는다.